# 圣皮埃尔迪弗雷讷
圣皮埃尔迪弗雷讷（法語：Saint-Pierre-du-Fresne，法語發音：[sɛ̃ pjɛʁ dy fʁɛn] ⓘ）是法国卡尔瓦多斯省的一个市镇，属于维尔区。

## 地理
圣皮埃尔迪弗雷讷（49°2'7"N, 0°45'43"W）面积3.43 平方千米，位于法国诺曼底大区卡爾瓦多斯省，该省份为法国西北部沿海省份，北濒大西洋英吉利海峡，东北与滨海塞纳省以海上边界相接，东临厄尔省，南至奧恩省，西与芒什省接壤。
与圣皮埃尔迪弗雷讷接壤的市镇（或旧市镇、城区）包括：卡阿涅、苏勒夫尔昂博卡日、瓦勒德德龙、谢讷河畔迪亚朗。

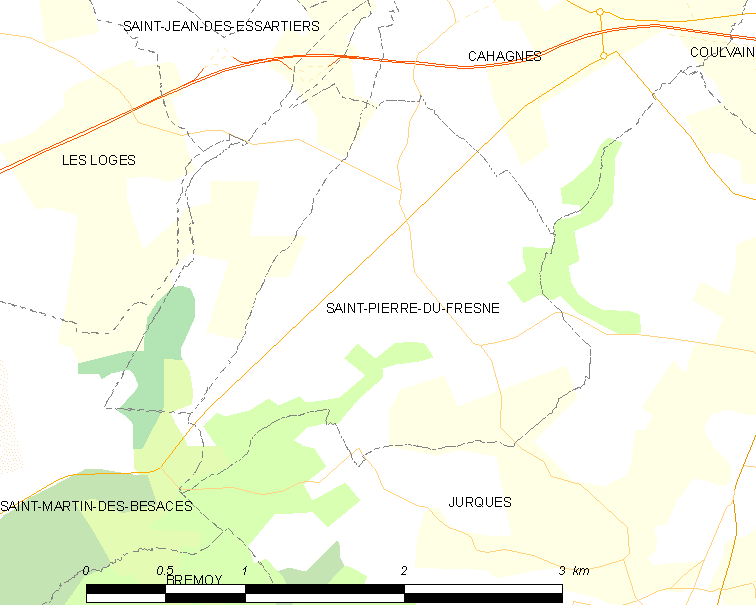
圣皮埃尔迪弗雷讷的OSM定位图

圣皮埃尔迪弗雷讷的时区为UTC+01:00、UTC+02:00（夏令时）。

## 行政
圣皮埃尔迪弗雷讷的邮政编码为14260，INSEE市镇编码为14650。

## 政治
圣皮埃尔迪弗雷讷所属的省级选区为莱蒙多奈县。

## 人口

1962-2008年间圣皮埃尔迪弗雷讷人口变化图示

圣皮埃尔迪弗雷讷于2022年1月1日时的人口数量为181人。